# Matas Skamarakas
Matas Skamarakas (* 21. September 1988 in Ariogala, Rajongemeinde Raseiniai) ist ein litauischer linker Politiker, Mitglied im Seimas und ehemaliger Vizebürgermeister von Raseiniai.

## Leben
Nach dem Abitur 2007 an der Mittelschule Ariogala absolvierte Skamarakas von 2007 bis 2011 ein Bachelorstudium der Sportpädagogik an der Sportuniversität Litauens in Kaunas und von 2011 bis 2012 ein Masterstudium der Verwaltung an der Kauno technologijos universitetas.  Von 2018 bis 2019 arbeitete er als Sportlehrer am Maironis-Gymnasium in Betygala und von 2012 bis 2023 am Gymnasium Ariogala sowie von 2011 bis 2023 als Trainer für Leichtathletik am Sportzentrum in Raseiniai. Von 2015 bis 2023 war er Mitglied im Rat der Rajongemeinde und 2023 Vizebürgermeister von Raseiniai. Seit Ende September 2023 ist er Mitglied im 13. Seimas als Nachrücker für den  2020 im Wahlkreis Raseiniai gewählten Arvydas Nekrošius, der bei den Kommunalwahlen in Litauen 2023 zum Bürgermeister von Raseiniai gewählt wurde. Skamarakas ist Mitglied im Ausschuss für auswärtige Angelegenheiten.
Skamarakas ist Mitglied und Leiter der Sektion von Raseiniai der Lietuvos socialdemokratų partija. Von 2015 bis 2023 leitete er den lokalen Verband ARIOGALOS TAURAS.

## Familie
Skamarakas ist verheiratet und hat einen Sohn und zwei Töchter.